# Kim Chae-ryong
Kim Chae-ryong (Koreanisch: 김재룡) ist ein nordkoreanischer Politiker, der vom 11. April 2019 bis zum 13. August 2020 als Vorsitzender des Ministerrats amtierte und damit de jure Regierungschef war. Er ist auch Mitglied der Obersten Volksversammlung und Mitglied der Partei der Arbeit Koreas.

## Politische Karriere
Über Kims frühe Karriere ist relativ wenig bekannt. Vor seiner Amtszeit hatte er Positionen in der politischen Führung an verschiedenen Industriestandorten inne. Um 2007 wurde er in seine erste wichtige Position als Sekretär des  Provinzkomitees der Partei der Arbeit Koreas von P’yŏngan-pukto berufen. Er wurde 2015 zum amtierenden Sekretär des Provinzkomitees in Chagang ernannt und war von 2016 bis 2019 offiziell der Parteisekretär der Provinz, als er in dieser Position durch Kang Bong-hun ersetzt wurde. Kim wurde 2016 Mitglied des Zentralkomitees der Partei.

### Vorsitzender des Ministerrats
Am 10. März 2019 wurde Kim bei den Parlamentswahlen in die Oberste Volksversammlung gewählt. Weniger als einen Monat später, während der ersten Sitzung der 14. Obersten Volksversammlung, wurde Kim zum Vorsitzenden des Ministerrats ernannt und ersetzte Pak Pong-ju. Er wurde auch zum Mitglied des Politbüros und der Zentralen Militärkommission gewählt.
Er wurde am 13. August 2020 von Kim Tok-hun abgelöst.